# Potok (Przewóz)
Potok (deutsch Pattag, sorbisch Pótach) ist ein Dorf in der Landgemeinde Przewóz im Powiat Żarski der Woiwodschaft Lebus in Polen. Mit dem 1945 kriegsverwüsteten Nachbarort Jamnitz bildete Pattag bis 1938 die Landgemeinde Jamnitz-Pattag.

## Geographie
Potok liegt an der Lausitzer Neiße flussabwärts von Przewóz (Priebus). Südöstlich liegt auf deutscher Neißeseite der kleine Ort Werdeck, mit dem Jamnitz-Pattag von 1938 bis 1945 die Gemeinde Neißebrück bildete. Die Woiwodschaftsstraße 350 führt zwischen den Grenzorten Łęknica und Przewóz an Potok vorbei.

## Geschichte
Urkundliche Erwähnung fand das Dorf, als 1430 der Straßenräuber Fritsche Gradis bekannte, dass er und seine Gefährten in einem Holze bei dem Patag zwei Garben Korn erhielt und Unterkünfte zum Patag bey Prebus hatte. Später soll der Schulze dem Raubritter Hans von Horn († 1513), Sohn des Peter von Horn auf Klein Düben, Essen sowie zeitweilig Hafer geliefert haben.
Da sich Pattag in der Bannmeile der Stadt Priebus befand, erhob diese Einspruch gegen den in Pattag sitzenden Schneider. Balthasar von Metzrode bezeugte daraufhin, dass seit jeher ein Schneider im Ort sei, und Herzog Georg von Sachsen erlaubte, dass er weiterhin in Pattag arbeiten dürfe. Ebenfalls bezeugt ist ein Eisenhammer in Pattag.
Herzog Balthasar von Sagan belehnte 1463 Kaspar Rutschitz mit Pattag. Heintze Haugwitz war gegen Ende des Jahrhunderts Besitzer von Pattag. Er, der ebenfalls der Straßenräuberei bezichtigt wurde, verkaufte die jährlichen Zinsen an den Pfarrer von Priebus. Bald darauf muss Pattag in zwei Anteile zerfallen sein, 1543 wurde Balthasar von Metzrode durch Herzog Moritz von Sachsen mit einer Hälfte des Dorfes belehnt, die andere gehörte Lorenz von Haugwitz.
Das Dorf wurde 1671 zur herzoglichen Kammer gezogen, jedoch lehnsweise an Hans George von Lüttich vergeben. Erst unter Peter von Biron wurden Jamnitz und Pattag gegen 1800 als Fürstliche Kammergüter aufgeführt. Wegen der geringen Größe beider Dörfer wurden sie in der Folgezeit bei Bevölkerungserhebungen zumeist gemeinsam betrachtet.
Von 1913 bis 1931 hatte Pattag einen Personenhaltepunkt an der Bahnstrecke Hansdorf–Priebus–Lichtenberg. Ab 1935 wurde nördlich des Ortes in der Priebuser Heide eine Heeresmunitionsanstalt eingerichtet. 
Durch die Auflösung des Kreises Sagan kam Jamnitz-Pattag 1932 zum Kreis Rothenburg. In diesem wurde die Gemeinde mit dem gegenüberliegenden Ort Werdeck zum 1. April 1938 zur Gemeinde Neißebrück vereinigt.
Nach dem Zweiten Weltkrieg lag das Dorf 1945 östlich der Oder-Neiße-Linie und kam somit an Polen. Unter dem Namen Potok kam das Dorf zum Powiat Żarski, dem polnischen Teil des vormaligen Sorauer Kreises. Die frühere Heeresmunitionsanstalt wird heute durch die polnischen Streitkräfte weitergenutzt.

### Ortsname

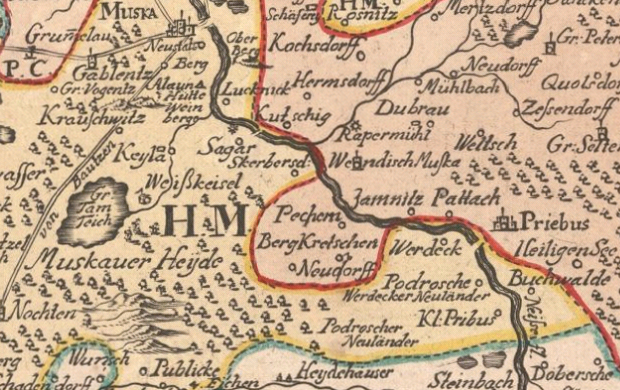
Erwähnung als Pattach auf Schreibers Karte (1745) der Herrschaft Muskau und des Priebuser Kreises

Der deutsche Ortsname ist neben Pattag als Patag, Patach und Pattach urkundlich überliefert. Nach Pohl ist seine Bedeutung zweifelhaft und stammt vielleicht vom sorbischen Wort pata ‘Gluckhenne, Pilz’ ab. 1937 wurde der Ort im Zuge der nationalsozialistischen Germanisierung sorbischstämmiger Ortsnamen in Neißebrück geändert.